# St. Conleth's Park
St. Conleth's Park è uno stadio irlandese, di proprietà della Gaelic Athletic Association, situato nella città di Newbridge, nella contea di Kildare. Ospita le partite delle franchige della contea stessa di calcio gaelico e hurling. Un tempo aveva una capienza di 13000 posti, che in seguito ad una verifica della sicurezza, nel 2011, sono stati ridotti prima a 8000 e poi ulteriormente a 6200.